# Viljoenskroon
Viljoenskroon – miasto, zamieszkane przez 2091 ludzi (2011), w Republice Południowej Afryki, w prowincji Wolne Państwo.
Viljoenskroon jest niewielkim miastem, którego mieszkańcy utrzymują się głównie z uprawy kukurydzy i hodowli bydła. Zostało nazwa na cześć dawnego właściciela tutejszej farmy, JJ Viljoena.